# آتسوشی موروگا
آتسوشی موروگا (انگلیسی: Atsushi Muroga؛ زادهٔ ۱۸ مهٔ ۱۹۶۴) کارگردان فیلم، و فیلم‌نامه‌نویس اهل ژاپن است. وی از سال ۱۹۹۰ میلادی تاکنون مشغول فعالیت بوده‌است.